# Ина Ананиева
Ина Ананиева е бивш треньор на българския национален състав по художествена гимнастика, дълги години състезавала се също в художествената гимнастика.

## Биография
Ананиева е родена на 21 октомври 1977 г. в София, България.
През 1991, Ананиева печели сребърен медал като част от националния отбор на България по художествена гимнастика на Световното първенство в Атина, Гърция. През 2012 става старши треньор на националния отбор по художествена гимнастика на България. През 2014 Ананиева е избрана за треньор на година в българсия спорт, след като водения от нея състав печели златните медали на световното първенство през 2014 г.